# Madang-Adelbert Range jezici
Madang jezici (Madang-Adelbert Range jezici) velika skupina papuanskih jezika koja obuhvaća preko 100 jezika i čini značajan dio transnovogvinejske porodice. Prema ranijoj klasifikaciji sastojala se od (102) jezika s osnovnom podjelom na adalbert range i madang jezike:
a. Adelbert Range (44):
a. Brahman (4): biyom, faita, isabi, tauya.
b. Josephstaal-Wanang (12):
b1. Josephstaal (7) Papua Nova Gvineja:
a. Osum (1): utarmbung.
b. Pomoikan (3): anam, anamgura, moresada.
c. Sikan (2): mum, sileibi.
d. Wadaginam (1): wadaginam.
b2. Wanang (5) Papua Nova Gvineja:
a. Atan (2): atemble, nend.
b. Emuan (2): apali, musak.
c. Paynamar (1): paynamar.
c. Pihom-Isumrud-Mugil (28):
c1. Isumrud (5) Papua Nova Gvineja: 
a. Dimir (1): dimir.
b. Kowan (2): korak, waskia.
c. Mabuan (2): brem, malas.
c2. Mugil (1) Papua Nova Gvineja: bargam,
c3. Pihom (22) Papua Nova Gvineja:
a. Amaimon (1): amaimon.
b. Kaukombaran (4): maia, maiani, mala, miani.
c. Kumilan (3): bepour, mauwake, moere.
d. Numugenan (6): bilakura, parawen, ukuriguma, usan, yaben, yarawata.
e. Omosan (2): kobol, pal.
f. Tiboran (5): kowaki, mawak, musar, pamosu, wanambre.
g. Wasembo (1): wasembo.
b. Madang (58):
a. Mabuso (29):
a1. Gum (6) Papua Nova Gvineja: amele, bau, gumalu, isebe, panim, sihan.
a2. Hanseman (19) Papua Nova Gvineja: bagupi, baimak, gal, garus, matepi, mawan, mosimo, murupi, nake, nobonob, rapting, rempi, samosa, saruga, silopi, utu, wagi, wamas, yoidik.
a3. Kare (1) Papua Nova Gvineja: kare.
a4. Kokon (3) Papua Nova Gvineja: girawa, kein, munit.
b. Rai Coast (29):
b1. Evapia (5) Papua Nova Gvineja: asas, dumpu, kesawai, sausi, sinsauru.
b2. Kabenau (5) Papua Nova Gvineja: arawum, kolom, lemio, pulabu, siroi.
b3. Mindjim (4) Papua Nova Gvineja: anjam, bongu, male, sam.
b4. Nuru (7) Papua Nova Gvineja: duduela, jilim, kwato, ogea, rerau, uya, yangulam.
b5. Peka (4) Papua Nova Gvineja: danaru, sop, sumau, urigina.
b6. Yaganon (4) Papua Nova Gvineja: dumun, ganglau, saep, yabong.
Današnja podjela je na 106 jezika i skupine a. Croisilles sa (55) jezika obuhvaćenih u podskupine Gum (6), Hanseman (19), Isumrud (3), Kare (1), Kokon (3), Mugil (1), Pihom (22) ; b. kalam-kobon (5) jezika; c. rai coast (31) jezik s podskupinama Biyom-Tauya (2), Evapia (5), Kabenau (5), Mindjim (4), Nuru (7), Peka (4), i Yaganon (4); d. južni adelbert range (15) jezika s podskupinama Josephstaal (8), Kowan (2) i Wanang (5).

## Vanjske poveznice
- Ethnologue (14th)